# Le Sillon (mouvement)
Pour les articles homonymes, voir Sillon.
Le Sillon est un mouvement artistique belge d'arts visuels, fondé en 1893 à Bruxelles. Ce cercle existe au moins jusqu'en 1926.

## Historique

### Fondation
Le Sillon est créé à Bruxelles en janvier 1893 et tient sa première exposition de peinture, sculpture et art décoratif à la galerie moderne rue Royale du 28 janvier au 12 février 1893. 
Les quinze membres fondateurs sont : Léon Bartholomé, Géo Bernier, Fernand Bernier (journaliste), Émile-Antoine Coulon, Alfred Crick (sculpteur et président du comité du cercle), Louis Cuvelier, Charles De Ligne, Paul Hankar, Jenny Hoppe, René Janssens, Félix Rodberg, Gustave Max Stevens, Charles-Marie Vanderspiet, Paul Verdussen et Désiré Weygers.
Ses créateurs sont principalement des jeunes élèves de l'Académie royale des beaux-arts de Bruxelles et l'association poursuit comme but de faire contrepoids au néo-impressionnisme et au symbolisme, puis plus tard aussi au luminisme. Ces créateurs désirent un retour vers la peinture traditionnelle, vers la riche tradition réaliste flamande et prônent une peinture représentant directement la nature. Le peintre espagnol Velasquez est pour eux un exemple majeur, leur but étant le naturalisme.

### Évolution

#### Un cercle attractif
Aux fondateurs du mouvement, s'ajoutent dix-neuf membres en 1897 : Alfred Bastien, Maurice Blieck, Gaston Bouy, Armand De Vleeschouwer, Gaston de la Perche, Amédée Degreef, Ernest Godfrinon, Jacques Marin, Louis Mascré, Paul Mathieu, Arsène Matton, Henri Meunier, Pierre Michaux, Victor Moerenhout, Paul Nocquet, Albert Pinot, Frans Smeers, Philippe Swyncop et Maurice Wagemans. 
Peu après, de nombreux artistes se joignent progressivement au mouvement : Armand Apol, Louise Brohée, François Bulens, Jean Colin, Félix Denayer, Fernand Delgouffre, Jean Gouweloos, Gaston Haustraete, Jean Laudy, Alfred Madoux, Victor Mignot, Arthur Navez, Henri-François Raemaekers dit Ramah, Lucien Rion, Victor Simonin, Léon Spilliaert, Konrad Starke, Louis Thévenet, Emile Thysebaert, Jean-François Tordeur, Fernand Toussaint, et Georges Van Zevenberghen,,.

#### Idéalisme et réalisme
Au départ, les peintres du Sillon, peignent dans des couleurs foncées, sombres mais riches, avec une préférence pour l'utilisation d'épaisses couches de peinture, mais rapidement ils expriment deux tendances opposées : d'une part un idéalisme trouvant ses origines chez Edward Burne-Jones ou Gustave Moreau, et d'autre part un réalisme se réclamant de la tradition flamande. Après de nombreuses discussions, les idéalistes finissent par céder la place, caractérisant Le Sillon, cercle de jeunes, comme le groupe le plus traditionnel. Graduellement, cependant, le mouvement réactionnaire des origines devient vers 1910 le fief des artistes qui adoptent une palette plus légère, plus lumineuse. 

#### Le Sillon et le fauvisme
Au début du XXe siècle, les tableaux exposés au Sillon se rapprochent des œuvres du début des fauvistes brabançons. Ce n'est pas pour autant qu'il faut considérer les membres du Sillon comme les précurseurs du fauvisme, même si un certain nombre de fauvistes, dont Rik Wouters (1904, 1907 et 1909),  Henri-François Raemaekers dit Ramah (1909), Willem Paerels (1911), Louis Thévenet, Auguste Oleffe, Edgard Tytgat, Ferdinand Schirren, Anne-Pierre de Kat, Philibert Cockx, et Médard Maertens, se joignent aux salons du Sillon, en particulier pour avoir accès à leur exposition annuelle au Musée moderne.

### Expositions
Des expositions annuelles, présentant des œuvres de ses membres, sont organisées depuis 1893 jusqu'en 1926 au moins, avec une interruption de 1915 à 1922. Les salons ont lieu, de 1895 à 1913 au Musée moderne de Bruxelles,. 
Les expositions du Sillon ont lieu en : 
- 1893 (I) du 28 janvier au 12 février 1893, galerie moderne, rue Royale à Bruxelles[1].
- 1894 (II) ouverte le 14 avril 1894 au palais des Fêtes rue Lebeau à Bruxelles[11].
- 1895 (III) ouverte le 5 octobre 1895 au Musée moderne[12].
- 1896 (IV) ouverte le 3 octobre 1896 au Musée moderne[13].
- 1897 (V) ouverte le 1er octobre 1897 au Musée moderne[14].
- 1899 (VI) ouverte le 6 avril 1899 au Musée moderne[15].
- 1900 (VII) ouverte le 10 novembre 1900 au Musée moderne[16].
- 1901 (VIII) ouverte le 9 novembre 1901 au Musée moderne[17].
- 1902 (IX) ouverte le 8 novembre 1902 au Musée moderne[18].
- 1903 (X) ouverte le 7 novembre 1903 au Musée moderne[19].
- 1904 (XI) ouverte le 5 novembre 1904 au Musée moderne[20].
- 1905 (XII) ouverte le 4 novembre 1905 au Musée moderne[21].
- 1906 (XIII) ouverte du 14 au 26 novembre 1906 au Musée moderne[22].
- 1907 (XIV) ouverte le 7 novembre 1907 au Musée moderne[23].
- 1908 (XV) ouverte du 7 au 23 novembre 1908 au Musée moderne[24].
- 1909 (XVI) ouverte le 3 novembre 1909 au Musée moderne[25].
- 1910 (XVII) ouverte le 12 novembre 1910 au Musée moderne[26].
- 1911 (XVIII) ouverte le 4 novembre 1911 au Musée moderne[27].
- 1912 (XIX) ouverte le 26 octobre 1912 au Musée moderne[28].
- 1913 (XX) ouverte le 31 octobre 1913 au Musée moderne[29].
- 1923 (XXI), ouverte en novembre 1923, boulevard du Régent à Bruxelles[30].
- 1924 (XXII), ouverte en novembre 1924[31].
- 1926 ouverte du 6 au 14 mars 1926, galerie Le Roy à Bruxelles[10].

Lors de la première exposition, Ernest Verlant remarque divers débutants de talent, tels Géo Bernier, le plus formé de tous, animalier et paysagiste, dont le coloris a la robustesse d'Alfred Verwée, tandis que Jenny Hoppe expose des fleurs et des natures mortes grâcieuses, Gustave Stevens des nus trop sommaires et de jolis paysages. Paul Hankar présente des ferronneries d'art, Désiré Weygers des sculptures expressives et Émile-Antoine Coulon des dessins allégoriques un peu nébuleux. 
Les affichistes pour ces expositions comptent parmi eux : Fernand Toussaint (1895), Victor Mignot (1897), Frans Smeers (1899 et 1900) et Philippe Swyncop (1904).

### Sources bibliographiques
- François Loyer et Paul Hankar, La naissance de l'art nouveau, Archives d'architecture moderne, 542 p. (ISBN 9782871430438), p. 249.
- Dictionnaire des peintres belges du XIVe siècle à nos jours, Bruxelles : la Renaissance du Livre, 1994.

Les affiches de Fernand Toussaint et de Frans Smeers sont présentées dans :
- Ephrem, 200 affiches de la Belle Époque, Les murs s'affichent au Musée d'Ixelles, Alice éditions, Bruxelles, 2005.